# 배터리 (야구)

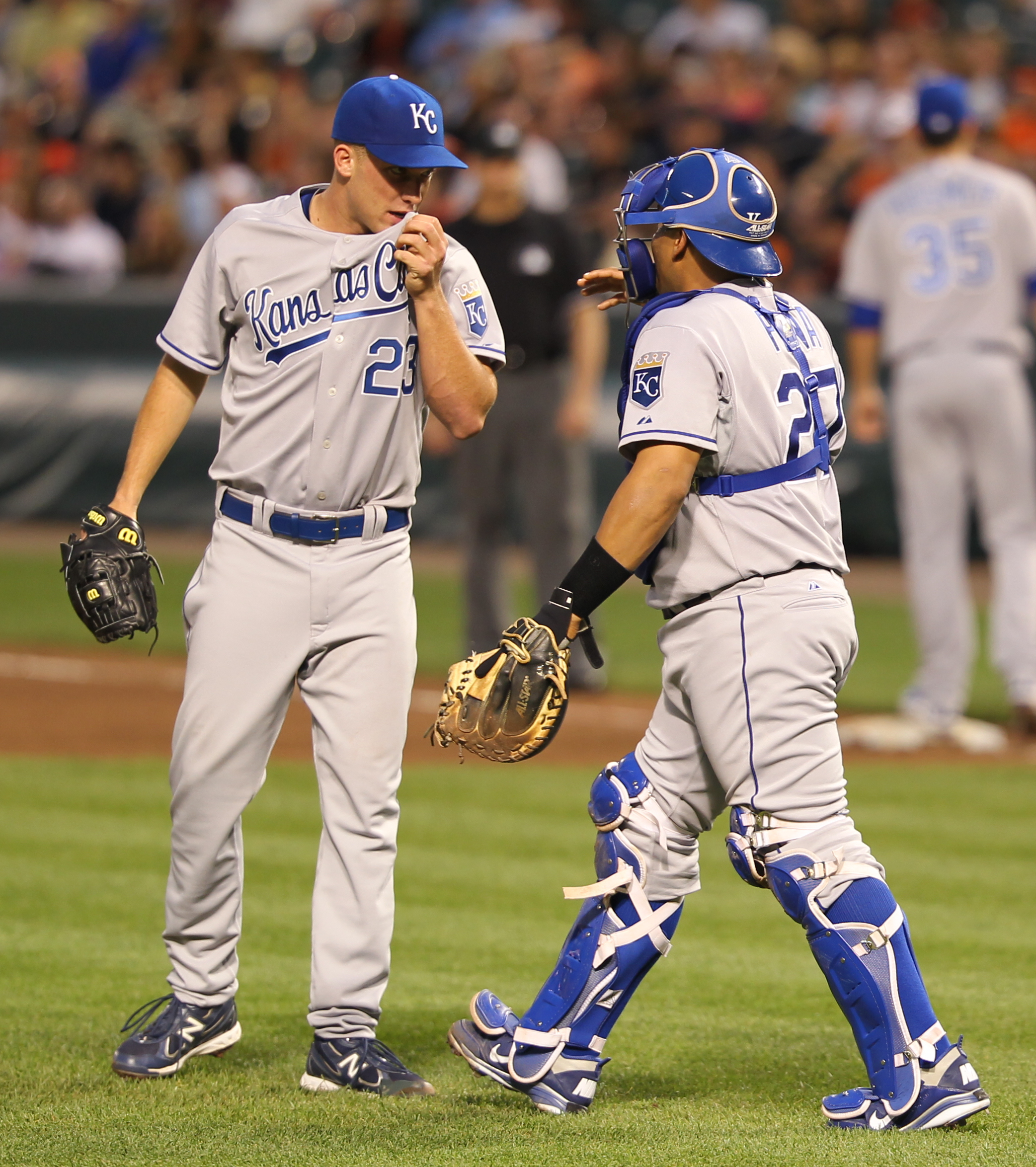
야구 팀의 투수와 포수는 총체적으로 '배터리'라고 불린다.

야구에서 배터리(battery)는 투수와 포수를 뜻하며, 이들은 서로의 관계에 따라 배터리맨 또는 배터리메이트라고 불리기도 한다.

## 역사

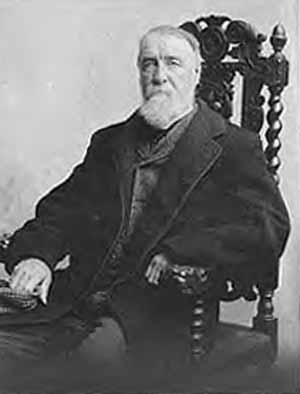
헨리 채드윅 (기자)는 야구 용어에 "배터리"라는 용어를 부여했다.

### 용어의 기원
야구에서 '배터리'라는 단어의 사용은 1860년대 헨리 채드윅 (기자)가 팀 투수진의 화력과 당시 남북 전쟁에서 사용되던 포대에서 영감을 받아 처음 사용했다. 이후 이 용어는 투수와 포수의 결합된 효과를 나타내는 용어로 발전했다.

### 선호하는 배터리메이트와 투구
야구 역사 전반에 걸쳐 팀들이 일반적으로 여러 포수를 보유했음에도 불구하고, 스타 투수들은 종종 한 명의 배터리메이트와 꾸준히 협력하는 것에 익숙함을 선호했다.
20세기 초, 일부 유명 투수들은 자신들이 선호하는 포수를 직접 고르기로 유명했다. 스포츠 기자 프레드 리엡은 크리스티 매슈히 / 프랭크 보워맨 배터리가 1899년 뉴욕 자이언츠와 함께 시작되었고, 잭 쿰스 / 잭 랩은 1908년 필라델피아 애슬레틱스와 함께 시작되었으며, 사이 영 / 루 크리거는 1901년 보스턴 아메리칸즈 (이후 보스턴 레드삭스)와 함께 가장 큰 주목을 받았고, 그로버 클리블랜드 알렉산더 / 빌 킬레퍼는 1911년 필라델피아 필리스와 함께 시작되었다고 회상한다. 다른 성공적인 배터리로는 1904년에 시작된 에드 월시 / 빌리 설리번, 그리고 1923년에 시작된 월터 존슨 / 머디 루엘과 대지 밴스 / 행크 드베리가 있었다.
1976년, 몇몇 메이저 리그 투수들은 자신들이 선호하는 포수를 선택했는데, 이는 수십 년 동안 사라졌던 관행이었다. 예를 들어, 필라델피아 필리스의 포수 밥 분은 당대 최고의 포수 중 한 명이었지만, 투수 스티브 칼턴의 요청으로 팀 맥카버로 교체되었다. 칼턴/맥카버 조합은 그 시즌 칼턴의 35경기 중 32경기에서 잘 통했고, 플레이오프 경기에서도 한 번 통했다. 둘은 이전에 세인트루이스 카디널스에서 4년 동안 (1966-69) 배터리메이트였다. 또 다른 선택에 의한 배터리는 1976년에 디트로이트 타이거스에 새로 합류한 미신적인 신인 투수 마크 피드리치로, 그는 신인 포수 브루스 킴을 포수 자리에 고집했다. 피드리치/킴 조합은 1976 시즌 피드리치의 29경기 모두를 선발로 출전했다. 둘은 1977년까지 배터리로 계속 활약했다.
너클볼 투수들은 특이한 투구를 잡기 어렵기 때문에 "개인" 배터리메이트와 투구하는 것을 선호하는 경우가 많았다. 한 가지 주목할 만한 예는 보스턴 레드삭스 투수 팀 웨이크필드와 그가 선호하는 포수 더그 미라벨리였다.

## 최다 선발 출전
아래 표는 1914년 이후 2022년 9월 20일 기준 200경기 이상 함께 선발 출전한 배터리메이트를 보여준다.
특히 주목할 만한 것은 1925년~1933년 필라델피아 애슬레틱스의 레프티 그로브 (빌 제임스에 의해 역대 두 번째 위대한 투수로 평가됨)와 미키 코크런 (제임스에 의해 여덟 번째 위대한 포수로 평가됨)을 포함한 아래의 다섯 명의 명예의 전당 배터리, 그리고 1950년부터 1963년까지 뉴욕 양키스에서 여러 월드 시리즈에 함께 출전한 요기 베라와 화이티 포드이다.
| 선발 출전 경기 | 투수                | 포수            | 연도                 | 팀                                       |
| -------------- | ------------------- | --------------- | -------------------- | ---------------------------------------- |
| 328            | 애덤 웨인라이트     | 야디에르 몰리나 | 2007–2022            | 세인트루이스 카디널스                    |
| 324            | 미키 롤리치         | 빌 프리한       | 1963–1975            | 디트로이트 타이거스                      |
| 316            | 워런 스판           | 델 크랜들       | 1949–1963            | 보스턴 / 밀워키 브레이브스               |
| 306            | 레드 파베르         | 레이 샬크       | 1914–1926            | 시카고 화이트삭스                        |
| 283            | 돈 드라이즈데일     | 존 로즈보로     | 1957–1967            | 브루클린 / 로스앤젤레스 다저스           |
| 282            | 레드 러핑           | 빌 디키         | 1930–1946            | 뉴욕 양키스                              |
| 270            | 스티브 로저스       | 게리 카터       | 1975–1984            | 몬트리올 엑스포스                        |
| 264            | 밥 레몬             | 짐 헤간         | 1946–1957            | 클리블랜드 인디언스                      |
| 250            | 얼리 윈             | 짐 헤간         | 1949–1957            | 클리블랜드 인디언스                      |
| 248            | 톰 글래빈           | 재비 로페즈     | 1994–2002            | 애틀랜타 브레이브스                      |
| 247            | 레프티 고메즈       | 빌 디키         | 1931–1942            | 뉴욕 양키스                              |
| 240            | 밥 펠러             | 짐 헤간         | 1941–1956            | 클리블랜드 인디언스                      |
| 239            | 페르난도 발렌수엘라 | 마이크 소샤     | 1981–1990            | 로스앤젤레스 다저스                      |
| 237            | 스탠 코벨레스키     | 스티브 오닐     | 1916–1923            | 클리블랜드 인디언스                      |
| 237            | 톰 시버             | 제리 그로테     | 1967–1977            | 뉴욕 메츠                                |
| 230            | 루 버뎃             | 델 크랜들       | 1953–1963            | 밀워키 브레이브스                        |
| 228            | 스티브 칼턴         | 팀 맥카버       | 1965–1969, 1972–1979 | 세인트루이스 카디널스, 필라델피아 필리스 |
| 224            | 레프티 그로브       | 미키 코크런     | 1925–1933            | 필라델피아 애슬레틱스                    |
| 221            | 폴 데링거           | 어니 롬바디     | 1933–1941            | 신시내티 레즈                            |
| 212            | 화이티 포드         | 요기 베라       | 1950–1963            | 뉴욕 양키스                              |
| 208            | 샌디 쿠팩스         | 존 로즈보로     | 1957–1966            | 브루클린 / 로스앤젤레스 다저스           |
| 208            | 마이크 플래너건     | 릭 뎀시         | 1976–1986            | 볼티모어 오리올스                        |
| 207            | 잭 모리스           | 랜스 패리시     | 1978–1986            | 디트로이트 타이거스                      |
| 207            | 콜 해멀스           | 카를로스 루이스 | 2006–2015            | 필라델피아 필리스                        |
| 203            | 루브 월버그         | 미키 코크런     | 1925–1933            | 필라델피아 애슬레틱스                    |
| 203            | 빌리 피어스         | 셤 롤라         | 1952–1961            | 시카고 화이트삭스                        |
| 202            | 데이브 스팁         | 어니 윗         | 1980–1989            | 토론토 블루제이스                        |

  미국 야구 명예의 전당 회원

## 최다 노히트 노런
아래 표는 메이저 리그 노히트 노런 최다 기록 (2회)을 공유하는 배터리 조합을 나열한다.
| 노히트 경기 | 투수           | 포수            | 날짜            | 팀                            | 참고   |
| ----------- | -------------- | --------------- | --------------- | ----------------------------- | ------ |
| 2*          | 래리 코코런    | 실버 플린트     | 1880년 8월 19일 | 시카고 화이트 스타킹스        | [ 19 ] |
| 2*          | 래리 코코런    | 실버 플린트     | 1882년 9월 20일 | 시카고 화이트 스타킹스        | [ 19 ] |
| 2*          | 래리 코코런    | 킹 켈리         | 1880년 8월 19일 | 시카고 화이트 스타킹스        | [ 19 ] |
| 2*          | 래리 코코런    | 킹 켈리         | 1884년 6월 27일 | 시카고 화이트 스타킹스        | [ 19 ] |
| 2           | 퍼드 갤빈      | 잭 로           | 1880년 8월 20일 | 버펄로 바이슨스 (내셔널 리그) | [ 19 ] |
| 2           | 퍼드 갤빈      | 잭 로           | 1884년 8월 4일  | 버펄로 바이슨스 (내셔널 리그) | [ 19 ] |
| 2           | 아도니스 테리  | 지미 피플스     | 1886년 7월 24일 | 브루클린 그레이스             | [ 20 ] |
| 2           | 아도니스 테리  | 지미 피플스     | 1888년 5월 27일 | 브루클린 브라이드그룸스       | [ 21 ] |
| 2           | 사이 영        | 루 크리거       | 1904년 5월 5일  | 보스턴 아메리칸스             | [ 22 ] |
| 2           | 사이 영        | 루 크리거       | 1908년 6월 30일 | 보스턴 레드삭스               | [ 23 ] |
| 2           | 애디 조스      | 나이그 클라크   | 1908년 10월 2일 | 클리블랜드 냅스               | [ 24 ] |
| 2           | 애디 조스      | 나이그 클라크   | 1910년 4월 20일 | 클리블랜드 냅스               | [ 25 ] |
| 2           | 조니 밴더 미어 | 어니 롬바디     | 1938년 6월 11일 | 신시내티 레즈                 | [ 26 ] |
| 2           | 조니 밴더 미어 | 어니 롬바디     | 1938년 6월 15일 | 신시내티 레즈                 | [ 27 ] |
| 2           | 앨리 레이놀즈  | 요기 베라       | 1951년 7월 12일 | 뉴욕 양키스                   | [ 28 ] |
| 2           | 앨리 레이놀즈  | 요기 베라       | 1951년 9월 28일 | 뉴욕 양키스                   | [ 29 ] |
| 2           | 칼 어스킨      | 로이 캄파넬라   | 1952년 6월 19일 | 브루클린 다저스               | [ 30 ] |
| 2           | 칼 어스킨      | 로이 캄파넬라   | 1956년 5월 12일 | 브루클린 다저스               | [ 31 ] |
| 2           | 샌디 쿠팩스    | 존 로즈보로     | 1962년 6월 30일 | 로스앤젤레스 다저스           | [ 32 ] |
| 2           | 샌디 쿠팩스    | 존 로즈보로     | 1963년 5월 11일 | 로스앤젤레스 다저스           | [ 33 ] |
| 2           | 스티브 버스비  | 프란 힐리       | 1973년 4월 27일 | 캔자스시티 로열스             | [ 34 ] |
| 2           | 스티브 버스비  | 프란 힐리       | 1974년 6월 19일 | 캔자스시티 로열스             | [ 35 ] |
| 2           | 로이 할러데이  | 카를로스 루이스 | 2010년 5월 29일 | 필라델피아 필리스             | [ 36 ] |
| 2           | 로이 할러데이  | 카를로스 루이스 | 2010년 10월 6일 | 필라델피아 필리스             | [ 37 ] |
| 2           | 호머 베일리    | 라이언 해니건   | 2012년 9월 28일 | 신시내티 레즈                 | [ 38 ] |
| 2           | 호머 베일리    | 라이언 해니건   | 2013년 7월 2일  | 신시내티 레즈                 | [ 39 ] |
| 2           | 맥스 슈어저    | 윌손 라모스     | 2015년 6월 20일 | 워싱턴 내셔널스               | [ 40 ] |
| 2           | 맥스 슈어저    | 윌손 라모스     | 2015년 10월 3일 | 워싱턴 내셔널스               | [ 41 ] |

(*) 포수 실버 플린트와 킹 켈리는 코코런의 1880년 8월 19일 노히트 노런에서 포수 임무를 공유했다.

  미국 야구 명예의 전당 회원

## 형제 배터리
아래 메이저 리그 형제 배터리 차트는 단일 메이저 리그 시즌 동안 같은 메이저 리그 팀에서 뛰었던 투수/포수 형제들을 나열한다. 이들은 실제로 메이저 리그 경기에서 배터리로 활약했을 수도 있고, 그렇지 않을 수도 있다.
아래 목록 중에서 특히 독특한 경우는 모트 쿠퍼와 워커 쿠퍼로, 이들은 1942년과 1943년 메이저 리그 베이스볼 올스타전에서 내셔널 리그의 선발 배터리를 구성했으며, 또한 1942년, 1943년, 그리고 1944년 월드 시리즈에서 배터리로 출전한 유일한 형제 배터리이다.
| 팀(들) | 투수            | 포수            |
| --- | --------------- | --------------- |
| 1877년 보스턴 레드 캡스 1878년 신시내티 레즈 1879년 신시내티 레즈 | 윌 화이트       | 디컨 화이트     |
| 1884년 리치몬드 버지니안스 | 에드 더건       | 빌 더건         |
| 1885년 버펄로 바이슨스 | 피트 우드       | 프레드 우드     |
| 1886년 볼티모어 오리올스 | 딕 콘웨이       | 빌 콘웨이       |
| 1890년 뉴욕 자이언츠 (PL) 1891년 뉴욕 자이언츠 | 존 이윙         | 벅 이윙         |
| 1902년 세인트루이스 카디널스 1903년 세인트루이스 카디널스 | 마이크 오닐     | 잭 오닐         |
| 1912년 뉴욕 하이랜더스 | 토미 톰슨       | 호머 톰슨       |
| 1914년 보스턴 브레이브스 | 레프티 타일러   | 프레드 타일러   |
| 1924 세인트루이스 스타스 | 조지 미첼       | 로버트 미첼     |
| 1927 캔자스시티 모나크스 | 모리스 영       | 톰 영           |
| 1929년 보스턴 레드삭스 | 밀트 개스턴     | 알렉스 개스턴   |
| 1932 쿠반 스타스 (동부) 1933 쿠반 스타스 (동부) 1934 쿠반 스타스 (동부) 1939 뉴욕 쿠반스 1944 뉴욕 쿠반스                                                                                          | 루디 페르난데스 | 호세 페르난데스 |
| 1934년 보스턴 레드삭스 1935년 보스턴 레드삭스 1936년 보스턴 레드삭스 1937년 보스턴 레드삭스 1937년 워싱턴 세너터스 1938년 워싱턴 세너터스                                                          | 웨스 페럴       | 릭 페럴         |
| 1940년 세인트루이스 카디널스 1941년 세인트루이스 카디널스 1942년 세인트루이스 카디널스 1943년 세인트루이스 카디널스 1944년 세인트루이스 카디널스 1945년 세인트루이스 카디널스 1947년 뉴욕 자이언츠 | 모트 쿠퍼       | 워커 쿠퍼       |
| 1941년 신시내티 레즈 1944년 신시내티 레즈 1945년 신시내티 레즈 1948년 피츠버그 파이리츠 | 엘머 리들       | 조니 리들       |
| 1954년 필라델피아 애슬레틱스 1955년 캔자스시티 애슬레틱스 1960년 뉴욕 양키스 | 보비 샨츠       | 빌리 샨츠       |
| 1959년 신시내티 레즈 | 짐 베일리       | 에드 베일리     |
| 1959년 로스앤젤레스 다저스 1960년 로스앤젤레스 다저스 1961년 로스앤젤레스 다저스 1962년 로스앤젤레스 다저스                                                                                        | 래리 셰리       | 노름 셰리       |
| 2021년 시카고 컵스 | 앤드루 로민     | 오스틴 로민     |

  미국 야구 명예의 전당 회원

## 기타 기록 및 최초 사례

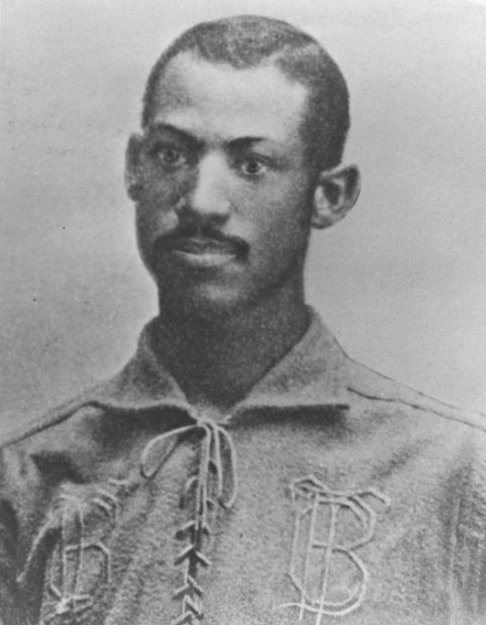
포수 모지스 플리트우드 워커 (사진)와 조지 스토비는 프로 야구 최초의 흑인 배터리를 이뤘다.

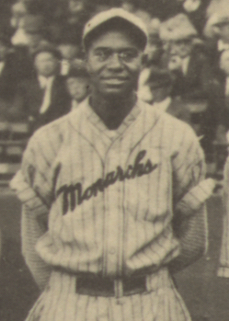
프랭크 던컨 주니어 (사진)와 그의 아들 프랭크 던컨 3세는 1941년 캔자스시티 모나크스의 유일한 메이저 리그 부자 배터리로 알려져 있다.

### 최다 출전 경기
가장 많은 경기에 함께 출전한 배터리는 1995년부터 2011년까지 뉴욕 양키스에서 598경기를 함께 출전한 마리아노 리베라와 호르헤 포사다이다.

### 최다 승리
선발 배터리로서 팀 최다 승리 기록은 애덤 웨인라이트와 야디에르 몰리나가 세운 213승이다.

### 최다 이닝
1914년부터 1928년까지 시카고 화이트삭스에서 함께 뛰었던 레드 파베르와 레이 샬크는 배터리로서 가장 많은 총 이닝(2553.2이닝)을 기록했다.

### 단일 경기 기록
샌프란시스코 자이언츠의 매디슨 범가너와 버스터 포지는 2014년 7월 13일 애리조나 다이아몬드백스를 상대로 메이저 리그 최초로 같은 경기에서 만루 홈런을 친 배터리가 되었다. 이 홈런은 투수 범가너의 시즌 두 번째 만루 홈런이었다(4월 11일).

### 최초의 흑인 배터리
투수 조지 스토비와 포수 모지스 플리트우드 워커는 1887년 인터내셔널 협회의 뉴어크 리틀 자이언츠에서 팀을 이루면서 프로 야구 역사상 최초의 흑인 배터리를 형성했다. 이 콤비는 시즌 초반 10연승을 기록했지만, 7월 15일 시카고 화이트 스타킹스가 경기를 거부하면서 리그에서 컬러 라인을 시행하게 되었다.

### 부자 배터리
1941년 캔자스시티 모나크스의 프랭크 던컨 주니어와 그의 아들 프랭크 던컨 3세는 메이저 리그 역사상 유일한 부자 배터리로 알려져 있다.
2012년 9월 7일 경기에서 전 메이저리거 로저 클레멘스는 은퇴 후 마이너 리그 애틀란틱 리그의 슈가랜드 스키터스에서 투구하기 위해 복귀했고, 그의 아들 코비 클레멘스와 배터리를 형성했다.

## 같이 보기
- 야구 용어 목록